# Bruchhöfe
Bruchhöfe ist der Name einer Siedlung und eines ehemaligen Stadtteils von Krefeld in der Gemarkung Traar. Heute ist Bruchhöfe ein Teil des in den 1960er Jahren entstandenen Stadtteils Elfrath, in welchen es als Elfrath-Bruchhöfe integriert ist.

## Flurbezeichnung
Ein Bruch (Niederrheinisch: „Bruuch“ ausgesprochen) bezeichnet eine Sumpflandschaft oder einen Moorboden. Seine Bedeutung entwickelte sich vermutlich aus Rand oder Grenze über Grenzsumpf oder Sumpfrand hin zu Sumpfland. Bruchöfe bedeutet folglich so viel wie „Bauernhöfe im Sumpfland“. Das ursprüngliche Landschaftsbild hier ist am besten vergleichbar mit dem Hülser Bruch. Die ehemaligen Feuchtgebiete fielen mit dem Versiegen eines nahegelegenen Bachlaufs trocken.

## Geschichte
Die Siedlung Bruchhöfe entstand 1932 als Heimstättensiedlung der Stadt Krefeld, weit abseits des Stadtkerns im ländlichen Umfeld an der Stadtgrenze im Stadtteil Traar. 52 Siedler errichteten hier ihre Häuser. Die Anzahl der Bewerber war größer als die Anzahl der verfügbaren Parzellen. Da es sich bei dem vorgesehenen Land an der Straße „An der Elfrather Mühle“ keineswegs um Gartenland, sondern um zähen Kleiboden handelte, wurden Bewerber mit Erfahrung im Garten- und Landschaftsbau bevorzugt. Zudem mussten die Siedlungswilligen Arbeitslos sein, eine intakte Familie vorweisen sowie mehrere Kinder haben. Die gesamte vorgesehene Siedlungsfläche musste zunächst für die Bebauung gerodet und für die Bewirtschaftung hergerichtet werden. Zudem lag die für die Siedlung vorgesehene Fläche in einer Mulde und musste aufgeschüttet werden. Ein Arbeiter kam ums Leben, als er von einem Fuhrwerk zerquetscht wurde. Die Größe der Parzellen variiert zwischen 1.000 und 1.200 m². Zur Finanzierung wurde festgelegt, dass die Gesamtkosten einer Siedlerstelle den Betrag von 3.000 Reichsmark inklusive Saatgut sowie „lebendem und totem Inventar“ nicht übersteigen durfte. 2.500 Reichsmark wurden über ein zinsgünstiges Darlehen der Reichsbank abgedeckt. Die restlichen 500 Reichsmark konnten die Siedler als Muskelhypothek in Form von Eigenleistung oder Nachbarschaftshilfe erbringen. Es gab eine Frist von drei Jahren, in welcher die Parzelle ordnungsgemäß bewirtschaftet werden musste, bevor ein Antrag auf Erbpacht gestellt werden konnte. Die monatliche Belastung betrug zunächst 4,38 Reichsmark. 1950 waren es 16 Deutsche Mark.
Am 2. Juni 1940 fielen die ersten britischen Fliegerbomben auf Krefeld. Eine davon schlug im Haus der Familie Kohlhaas ein und tötete die Eltern. Die Kinder überlebten. Sie waren die ersten Opfer durch Luftangriffe der Alliierten des Zweiten Weltkriegs auf Krefelder Stadtgebiet.
Nach dem Krieg wurde die Siedlung Bruchhöfe um 43 Siedlerstellen erweitert.
1967 wurde die Siedlung Bruchhöfe in den neuen Stadtteil Elfrath integriert. Durch den komplett neuen Aufbau der benötigten Infrastruktur für die Elfrather Hochhaussiedlung wurde auch Bruchhöfe an das Kanalsystem angeschlossen. Zuvor gab es nur Sickergruben.